# Langenlonsheim
Langenlonsheim település Németországban, Rajna-vidék-Pfalz tartományban. Lakosainak száma 4210 fő (2023. december 31.).

## Népesség
A település népességének változása:
| Lakosok száma | 3349 | 3847 | 3868 | 4037 | 4126 | 4210 |
|               | 1975 | 2017 | 2019 | 2021 | 2022 | 2023 |